# Elevation (Liturgie)

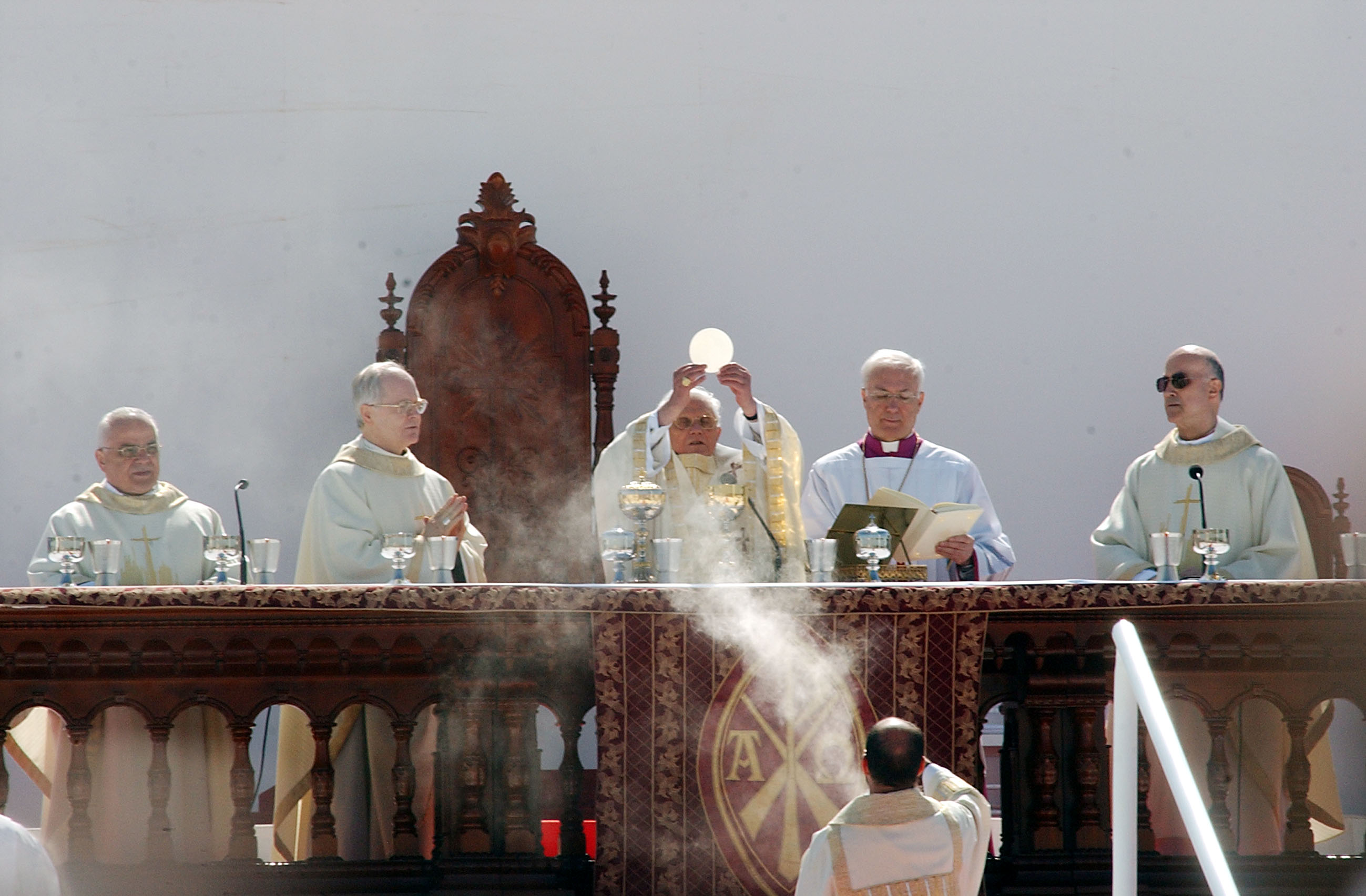
Papst Benedikt XVI. erhebt bei der Heiligen Messe den Leib Christi

Elevation bezeichnet das Erheben (lateinisch elevare) und Zeigen der gewandelten Gaben bei einem eucharistischen Gottesdienst. Der Liturg erhebt nach dem Brotwort der Wandlungsworte den Leib Christi und nach dem Kelchwort das Blut Christi.

## Römisch-katholische Kirche
In der heiligen Messe der römisch-katholischen Kirche zeigt der Zelebrant beim eucharistischen Hochgebet der Gemeinde nach der Wandlung die Zelebrationshostie, die er mit beiden Händen hält, und den Kelch. Danach macht er eine Kniebeuge. Die Elevation wird meist akustisch durch das Läuten der Wandlungsglocken bzw. Altarschellen angezeigt. Bei der bis 1955 üblichen Elevation während der Feier vom Leiden und Sterben Christi am Karfreitag hielt der Priester die Hostie nur mit der rechten Hand, mit der linken hielt er die Patene darunter.

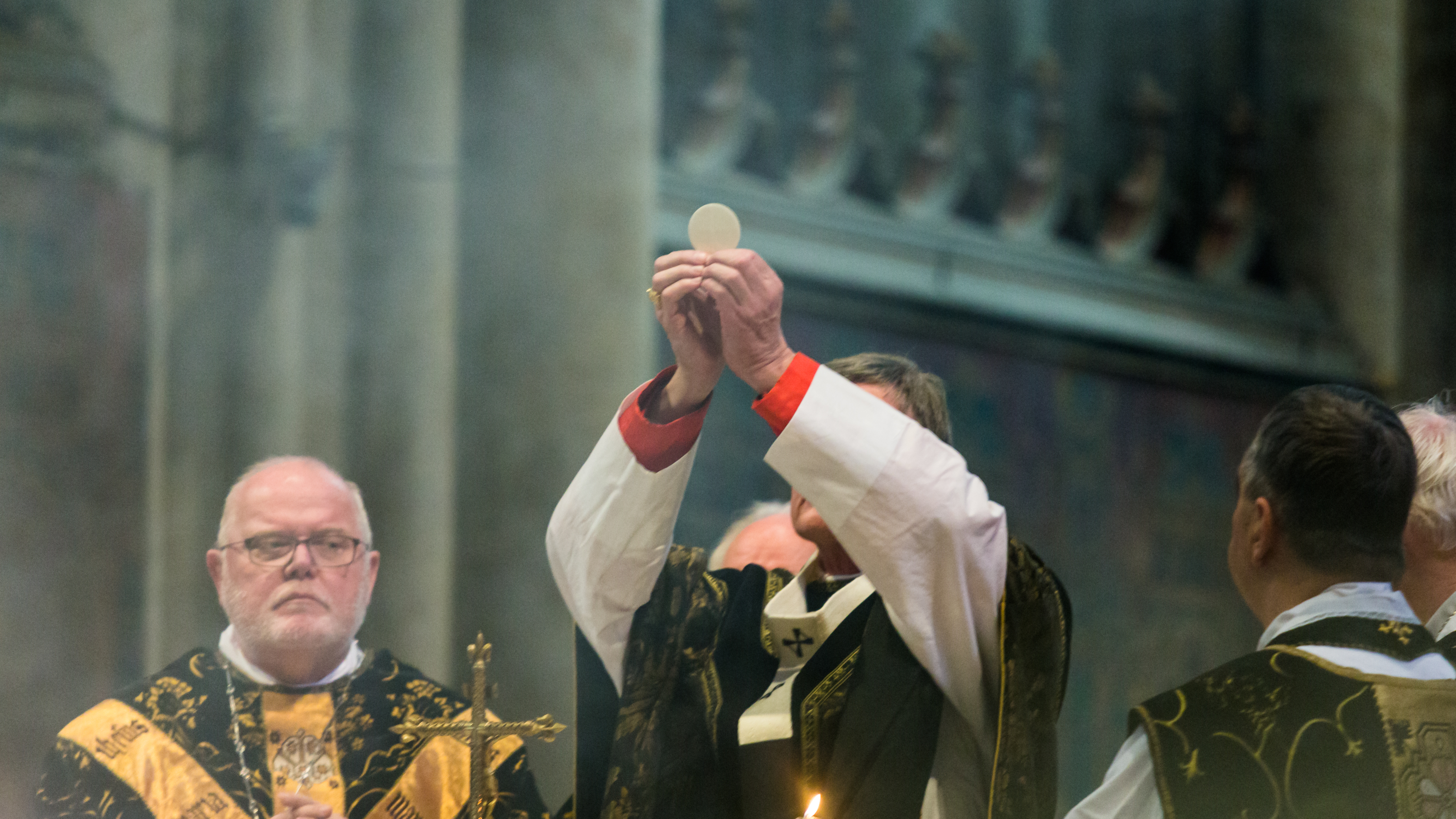
Elevation der Hostie
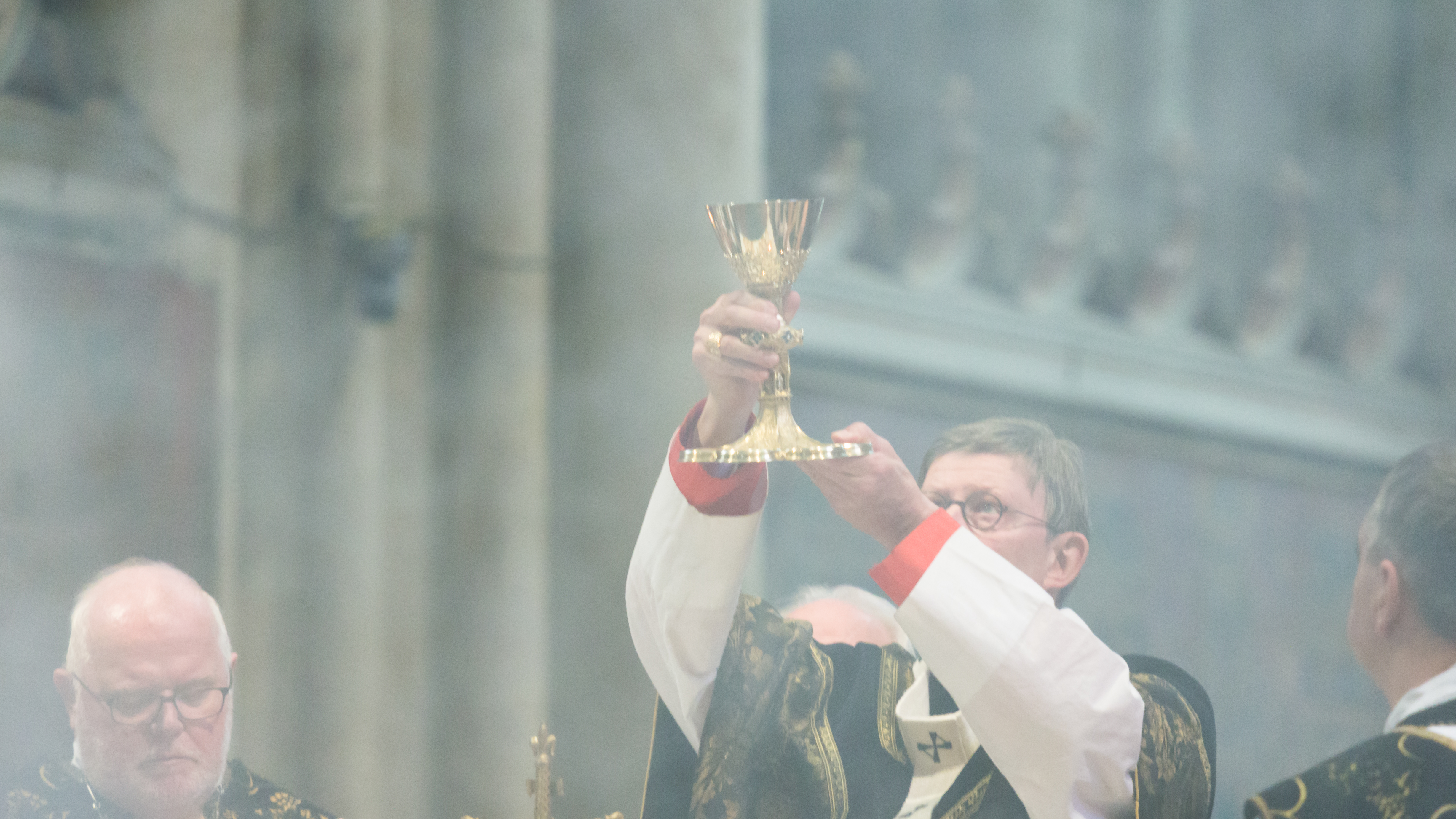
Elevation des Kelches

Erstmals bezeugt ist die Erhebung in einer Verfügung des Bischofs von Paris, Odo von Sully (1196–1208). Sie kommt der vom Schauverlangen bestimmten hochmittelalterlichen Eucharistiefrömmigkeit entgegen. Aus zahlreichen historischen Berichten des späten Mittelalters ist überliefert, dass Teile des Kirchenvolkes, das zu dieser Zeit nur selten kommunizierte, oft nur zur Elevation die Kirche betrat. Da oft an mehreren Altären Messen zelebriert wurden, kam auf, sich von Altar zu Altar zu begeben, um jeweils die Elevation zu sehen. Das Schauen der eucharistischen Gestalten trat an die Stelle der Kommunion („Augenkommunion“).
Zusätzlich zur Elevation nach den Einsetzungsworten („große Elevation“) erhebt der Priester (gegebenenfalls zusammen mit dem Diakon) Brot und Wein (Leib und Blut) bei der Doxologie am Ende des Hochgebets („kleine Elevation“). Nach dem Agnus Dei erhebt der Priester die gebrochene Hostie zu den Worten: „Seht das Lamm Gottes, das hinwegnimmt die Sünden der Welt“.
Als Verlängerung der Elevation ist die Aussetzung des Allerheiligsten zu verstehen, die den Gläubigen die Gelegenheit zu einer längeren Anbetung des Allerheiligsten außerhalb der heiligen Messe bietet.

## Alt-katholische Kirche
In der Eucharistiefeie der Alt-katholischen Kirche zeigt der Zelebrant beim Eucharistiegebet der Gemeinde während der  Einsetzungsworte die Hostie ggf. mit weiteren Hostien in der Hostienschale, und das Blut Christi im Kelch.  Die Elevation kann traditionell akustisch durch das Läuten der Wandlungsglocken bzw. Altarschellen angezeigt werden, jedoch kommt dies immer mehr außer Gebrauch, da es nicht dem Liturgieverständnis der gemeinsam feiernden Gemeinde entspricht.
Zusätzlich zur Elevation nach den Einsetzungsworten erhebt der Priester (gegebenenfalls zusammen mit dem Diakon) Brot und Wein (Leib und Blut) beim  Großen Lobpreis am Ende des Eucharistiegebetes. Erst danach macht er zusammen mit allen am Altardienst Beteiligten eine Kniebeuge, da dem gesamten Eucharistiegebet konsekratorischen Charakter zukommt. Nach der Brotbrechung und dem begleitenden Agnus Dei erhebt der Priester die konsekrierten Gaben zum Einladungswort zur Kommunion, diese können u. a. sein: „Nun lasst uns empfangen den Leib und das Blut des Herrn und anrufen seinen Namen. Herr, ich bin nicht würdig, dass du eingehst unter mein Dach. Sprich nur ein Wort, so wird meine Seele gesund.“

## Lutherische Kirchen
Martin Luther hat bei der Sakramentsfeier die Elevation als sichtbare Hindeutung auf die Realpräsenz beibehalten (siehe seine Deutsche Messe). Sie wurde aber schon zu Luthers Zeit in Wittenberg abgetan, und zwar durch Johannes Bugenhagen und Gabriel Zwilling, ohne dass Luther im weiteren dagegen war, denn er sah darin eine freie Zeremonie, die man tun oder auch lassen kann. Er war auch dagegen, dass die Elevation da, wo sie abgetan war, wieder eingeführt würde.
Die Elevation ist in etlichen lutherischen Kirchen erhalten geblieben. In der entsprechenden lutherischen Abendmahlsliturgie hebt der Pfarrer nach dem Brotwort Christi Leib und nach dem Kelchwort Christi Blut hoch. Ebenfalls erfolgen Kniebeugen des Liturgen. Zwischen Agnus Dei und Austeilung erhebt der Pfarrer den Kelch und die während des Agnus Dei gebrochene Schauhostie. Zur Gemeinde gewandt, heißt es während der Elevation: „Siehe, das ist Gottes Lamm, welches der Welt Sünde trägt“. 

## Reformierte und Presbyterianische Kirchen
In den reformierten Kirchen gemäß Calvin und Zwingli gilt die Elevation als unevangelisch und wird daher nicht praktiziert. Ebenso ist es in den Presbyterianischen Kirchen, wie z. B. in Schottland.

## Anglikanische Kirchen
In der episkopalen Church of England wird die Elevation ebenfalls praktiziert.